# Antonín Hartmann (historik umění)
Antonín Hartmann (21. září 1925, Opava – 19. března 2007, Praha) byl historik umění, výtvarný kritik, redaktor a kurátor se zaměřením na moderní umění. Životní partner a později manžel historičky umění Ludmily Hartmannové.

## Život
V letech 1936–1939 navštěvoval reálné gymnázium v Opavě, 1939–1940 klasické gymnázium v Hradci Králové a 1940–1944 reálné gymnázium na Starém Brně, kde maturoval. V letech 1944–1945 absolvoval 3. třídu průmyslové školy chemicko-textilní v Brně. V letech 1945–1947 studoval na Vysoké škole obchodní v Praze a poté v letech 1947–1952 na Filozofické fakultě Univerzity Karlovy v Praze zprvu filozofii a literární historii, od roku 1948 dějiny umění (prof. A. Matějček, J. Květ, J. Cibulka, O. J. Blažíček, J. Pešina) a estetiku (prof. J. Mukařovský). Roku 1952 obhájil rigorózní práci Sochař Vojta Sapík.
V letech 1953–1955 externě spolupracoval s Památkovým ústavem. Byl redaktorem (1956–1965) a vedoucím redaktorem (1965–1968) Nakladatelství československých výtvarných umělců. Znal se osobně s řadou umělců a po založení Středočeské galerie byl od roku 1964 poradcem jejího ředitele Jiřího Kohoutka. V 60. letech byl členem komise mladých SČSVU (1965–1969) a členem redakční rady časopisu Tvář (1965), později vedoucím jeho výtvarné rubriky (1968–1969). V letech 1969–1972 byl šéfredaktorem nakladatelství Obelisk. Počátkem normalizace byl z politických důvodů propuštěn. V letech 1973–1988 byl vedoucím výtvarného a propagačního oddělení Ústředí uměleckých řemesel, od roku 1974 členem redakční rady časopisu Umění a řemesla a členem čs. komitétu WCC (World Crafts Council).
Po pádu komunistického režimu byl od počátku 90. let členem Mezinárodní asociace výtvarných kritiků a výboru Asociace teoretiků a kritiků, členem výboru (1991–2004), později předsedou (2000–2004) Výtvarného odboru Umělecké besedy, členem umělecké rady VŠUP (1995-?) a FUUD UJEP v Ústí nad Labem, členem grantové komise Nadace ČFU. Jako člen nákupních komisí působil v letech 1965–1969 ve Středočeské galerii, 1981–1989 ve Sbírce moderního umění, 1990–1992 ve Sbírce sochařství, od roku 1993 ve Sbírce kresby a grafiky v Národní galerii v Praze.
Byl kurátorem stovek výstav doma i v zahraničí. Odborné články publikoval v 60. letech 20. století v časopisech Výtvarná práce, Dějiny a současnost, Tvář, od konce 80. let 20. století v časopisech Domov, Umění a řemesla, Glasrevue, La vie tchécoslovaque, Box, Ateliér, Profil, Tvar.

## Dílo

### Kurátor výstav (výběr)
- 1967 Moderne Kunst aus Prag, Celle, Soest, Kiel
- 1969 Mikuláš Medek: Kresby a ilustrace, Malá galerie Československého spisovatele, Praha
- 1978/1979 Česká a slovenská tapiserie – VI. výstava průmyslového návrhu, Dům umění, Zlín
- 1986 IV. Quadriennale des Kunsthandwerks Sozialistischer Länder, IGA – Halle 1-6, Erfurt
- 1991 Nová jména, Galerie Václava Špály, Praha
- 1992 Situace 92, Mánes, Praha
- 1993/1994 Zbyšek Sion: Obrazy 1958 – 1993, Galerie moderního umění v Roudnici nad Labem, Galerie Václava Špály, Praha, Dům umění, Ostrava
- 1994 Nová jména, Galerie Václava Špály, Praha
- 1995 Jan Hladík: Tapiserie / Grafika, Pražský hrad, Císařská konírna, Praha
- 1996 Daniela Vinopalová – Vodáková: Hledání tvaru, České muzeum výtvarných umění, Praha
- 1996 Zbyšek Sion: Obrazy 1958 – 1996, Galerie Rudolfinum, Praha
- 2002 Mikuláš Medek, Galerie Rudolfinum, Praha